# В'юхін Олександр Євгенович
Олександр Євгенович В'юхін (9 січня 1973, Свердловськ, СРСР — 7 вересня 2011, Ярославль, Росія) — український хокеїст, воротар.
Вихованець хокейної школи «Юність» (Свердловськ), перший тренер — Валерій Бєлоухов. Виступав за «Луч» (Свердловськ), «Динамо» (Харків), «Металург» (Магнітогорськ), «Сокіл» (Київ), «Авангард» (Омськ), «Сибір» (Новосибірськ), «Сєвєрсталь» (Череповець), «Металург» (Новокузнецьк), «Локомотив» (Ярославль) .
У складі національної збірної України учасник чемпіонатів світу 1993 (група C), 1994 (група C), 1999 і 2000.
Срібний призер чемпіонату Росії (2001). Бронзовий призер МХЛ (1996).
Загинув 7 вересня 2011 року в авіакатастрофі літака Як-42 під Ярославлем.